# Stenungsund
Stenungsund este un oraș în Suedia.

## Demografie
| \| Evoluția demografică a zonei urbane Stenungsund, 1970–2015 \| Evoluția demografică a zonei urbane Stenungsund, 1970–2015 \| Evoluția demografică a zonei urbane Stenungsund, 1970–2015 \| Evoluția demografică a zonei urbane Stenungsund, 1970–2015 \| Evoluția demografică a zonei urbane Stenungsund, 1970–2015 \| \| --------------------------------------------------------------------------------------- \| ---------------------------------------------------------- \| ---------------------------------------------------------- \| ---------------------------------------------------------- \| ---------------------------------------------------------- \| \| An \| \| \| Locuitori \| \| \| 1970 \| 1970 \| \| 7.470 \| 7.470 \| \| 1975 \| 1975 \| \| 8.361 \| 8.361 \| \| 1980 \| 1980 \| \| 8.661 \| 8.661 \| \| 1990 \| 1990 \| \| 9.775 \| 9.775 \| \| 1995 \| 1995 \| \| 9.685 \| 9.685 \| \| 2000 \| 2000 \| \| 9.625 \| 9.625 \| \| 2005 \| 2005 \| \| 10.067 \| 10.067 \| \| 2010 \| 2010 \| \| 9.987 \| 9.987 \| \| 2015 \| 2015 \| \| 13.093 \| 13.093 \| \| Sursa: SCB - Statistika Centralbyrån, Folkmängden per tätort. Vart femte år 1960 - 2016 \| \| \| \| \| |      |  |           |        |
| Evoluția demografică a zonei urbane Stenungsund, 1970–2015 |      |  |           |        |
| An |      |  | Locuitori |        |
| 1970 | 1970 |  | 7.470     | 7.470  |
| 1975 | 1975 |  | 8.361     | 8.361  |
| 1980 | 1980 |  | 8.661     | 8.661  |
| 1990 | 1990 |  | 9.775     | 9.775  |
| 1995 | 1995 |  | 9.685     | 9.685  |
| 2000 | 2000 |  | 9.625     | 9.625  |
| 2005 | 2005 |  | 10.067    | 10.067 |
| 2010 | 2010 |  | 9.987     | 9.987  |
| 2015 | 2015 |  | 13.093    | 13.093 |
| Sursa: SCB - Statistika Centralbyrån, Folkmängden per tätort. Vart femte år 1960 - 2016 |      |  |           |        |